# Петров, Васил
Васил Петров (болг. Васил Петров; род. 5 октября 1986, София) — болгарский футбольный тренер. Главный тренер клуба «Спартак» (Варна).
Играл на юношеском и молодёжном уровнях играл за софийские ЦСКА и «Септември».
Закончил Национальную спортивную академию «Васил Левски» по специальности «футбольный тренер». По инициативе отца в 2007 году, ещё будучи студентом, основал футбольную академию в Софии, команда академии «София 2010» позднее объединилась с клубом «Царско село».
В 2017 году основал аналогичный проект в Варне — футбольную школу «Варна 2017».
В августе 2020 года стал главным тренером варненского «Спартака». Под его руководством «Спартак» в сезоне 2020/21 выиграл зональный турнир третьей лиги, через год занял 3-е место во второй лиге (набрав такое же количество очков, как и первые две команды) и вернулся в первую лигу — высший дивизион. 11 августа 2022 года, по ходу чемпионата, покинул должность главного тренера «Спартака». В сентябре того же года был назначен директором детско-юношеской школы «Спартака», а в октябре стал главным тренером второй команды «Спартака» в третьей лиге. В августе следующего года вернулся в основную команду, выбывшую к тому времени во вторую лигу, сменив Валентина Илиева. Сначала был временным тренером, затем был утверждён главным тренером на постоянной основе.